# Bulbine flexicaulis
Bulbine flexicaulis är en grästrädsväxtart som beskrevs av John Gilbert Baker. Bulbine flexicaulis ingår i släktet bulbiner, och familjen grästrädsväxter. Inga underarter finns listade i Catalogue of Life.